# 김혁구
김혁구(한국 한자: 金赫求, 2004년 1월 21일 ~ )는 대한민국의 축구 선수이며, 포지션은 수비수이다.